# 范忠志
范忠志（1910年—1989年），男，湖北黄陂人，中国工人，全国劳动模范，全国先进生产者。曾任武汉江岸车轮厂副总工程师，第五届全国人大代表。